# SG Croatia Frankfurt
Die SG Croatia Frankfurt war ein Sportverein aus Frankfurt am Main. Die erste Fußballmannschaft spielte ein Jahr in der damals viertklassigen Oberliga Hessen.

## Geschichte
Der Verein wurde in den frühen 1990er Jahren als SV Croatia Frankfurt gegründet. Im Jahre 1995 stieg die erste Mannschaft in die Landesliga Hessen-Süd auf. Ein Jahr später erfolgte die Umbenennung in SG Croatia Frankfurt. Nach mehreren Jahren im Mittelfeld der Landesliga gewann Croatia im Jahre 2000 die Meisterschaft und stieg in die Oberliga Hessen auf. Die Oberliga-Saison 2000/01 beendete die Mannschaft auf dem vorletzten Platz und wurde ein Jahr später in der Landesliga nach unten durchgereicht. Vor Saisonbeginn machte der Verein noch Schlagzeilen, weil er den kroatischen Nationalspieler Davor Šuker verpflichten wollte. Dieser wechselte allerdings zum TSV 1860 München. Im Jahre 2004 wurde der Verein aus finanziellen Gründen aufgelöst. Drei Jahre später gründete sich mit dem FC Croatia Frankfurt ein Nachfolgeverein.

## Persönlichkeiten
- Ignjac Krešić (–1995)
- Roland Vrabec (1993–2000)